# Ardaris
Genre
Ardaris est un genre de lépidoptères de la famille des Hesperiidae, de la sous-famille des Pyrginae et de la tribu des Pyrrhopygini.

## Dénomination
Le genre Ardaris a été nommé par Watson en 1893.

## Taxonomie
Classiquement, ce genre ne comprend qu'une seule espèce, Ardaris eximia (Hewitson, 1871), présente au Venezuela.
La sous-espèce Ardaris eximia hantra est pour certains une espèce à part entière Ardaris hantra Evans, 1951. 